# Auguste de Saxe-Weissenfels
Pour les articles homonymes, voir Auguste de Saxe.
Auguste de Saxe-Weissenfels, né à Dresde le 13 août 1614 et mort à Halle le 4 juin 1680, est un prince de la branche albertine de la maison de Wettin.
À la mort de l'électeur Jean-Georges Ier de Saxe, en 1656, son héritage est divisé entre ses quatre fils. Auguste, le second, reçoit le nouveau duché de Saxe-Weissenfels. La lignée de Saxe-Weissenfels s'éteint en 1746.

## Famille
Fils de l'électeur Jean-Georges Ier de Saxe et de Madeleine-Sibylle de Prusse, Auguste de Saxe-Weissenfels épouse en 1647 Anne-Marie de Mecklembourg-Schwerin (1627-1669), fille du duc Adolphe-Frédéric Ier de Mecklembourg-Schwerin. Douze enfants sont issus de cette union :
- Madeleine-Sibylle de Saxe-Weissenfels (1648-1681), épouse en 1669 le futur duc Frédéric Ier de Saxe-Gotha-Altenbourg ;
- Jean-Adolphe Ier, duc de Saxe-Weissenfels ;
- Auguste de Saxe-Weissenfels (1650-1674), épouse en 1673 Charlotte d'Eschege ;
- Christian de Saxe-Weissenfels (1652-1689) ;
- Anne (1653-1671) ;
- Sophie de Saxe-Weissenfels (1654-1724), épouse en 1676 le prince Charles-Guillaume d'Anhalt-Zerbst ;
- Catherine (1655-1663) ;
- Christine (1656-1698), épouse en 1676 Auguste-Frédéric de Holstein-Gottorp (1646-1705), fils du duc Frédéric III de Holstein-Gottorp ;
- Henri de Saxe-Weissenfels-Barby (1657-1728), comte de Barby ;
- Albert de Saxe-Weissenfels (1659-1692), épouse en 1687 Christine de Löwenstein (postérité) ;
- Élisabeth (1660-1663) ;
- Dorothée (1662-1663).

Veuf en 1669, Auguste de Saxe-Weissenfels épouse en 1672 la comtesse Jeanne de Leiningen-Westerbourg. Deux enfants sont issus de cette union :
- Frédéric de Saxe-Weissenfels-Dahme (1673-1715), épouse en 1711 la comtesse Émilie-Agnès de Reuss-Schleiz ;
- Maurice (1676-1695).